# La Ronda (Boal)
La Ronda (oficialmente y en eonaviego A Ronda) es una parroquia del concejo de Boal, en la comarca de Eo-Navia, Principado de Asturias, España.
La parroquia de La Ronda tiene una superficie de 16,5 km² en la que habitan un total de 46 personas (INE, 2019), repartidas entre las 5 poblaciones que la forman, lo que se corresponde con una densidad de población de 4,54 hab/km².
El lugar de La Ronda tiene un total de 47 habitantes (INE, 2020), y se encuentra a una altitud de 585 metros sobre el nivel del mar. Dista unos 12,5 kilómetros de la capital del concejo, tomando desde ésta primero la carretera AS-22 en dirección a Vegadeo, desviándose después a la izquierda en El Gumio, por la carretera que se dirige hacia el alto de La Garganta y, tras unos 3,5 km, desviándose a la izquierda durante unos 2,5 km más.

## Lugares
Según el nomenclátor de 2023, la parroquia comprende las siguientes entidades de población:
- La Bajada (A Baxada)
- Brañadesella
- Brañavara
- La Ronda (A Ronda)
- Villar de San Pedro (El Villar de San Pedro)